# Livádi (Tyrós, Arcadie)
 (juin 2025).
Livádi (grec moderne : Λιβάδι) est une localité située dans le dème de Cynourie-du-Sud, dans le district régional d'Arcadie, dans la périphérie du Péloponnèse, en Grèce.
Selon le recensement de 2021, elle compte 39 habitants.